# بر سر آنم که گر ز دست برآید
غزلی با مطلع «بر سر آنم که گر ز دست بر آید»، غزل شمارهٔ ۲۳۲ از دیوانِ حافظ در تصحیحِ محمد قزوینی و قاسم غنی است.

## در اجراها
محمدرضا شجریان در برنامهٔ شمارهٔ ۳۱ از مجموعهٔ گل‌های تازه این غزل را در دستگاهِ ماهور اجرا کرده‌اند.